# Tabanus skarduensis
Tabanus skarduensis är en tvåvingeart som beskrevs av Ali Abro 1992. Tabanus skarduensis ingår i släktet Tabanus och familjen bromsar.
Artens utbredningsområde är Pakistan. Inga underarter finns listade i Catalogue of Life.